# Gravimètre

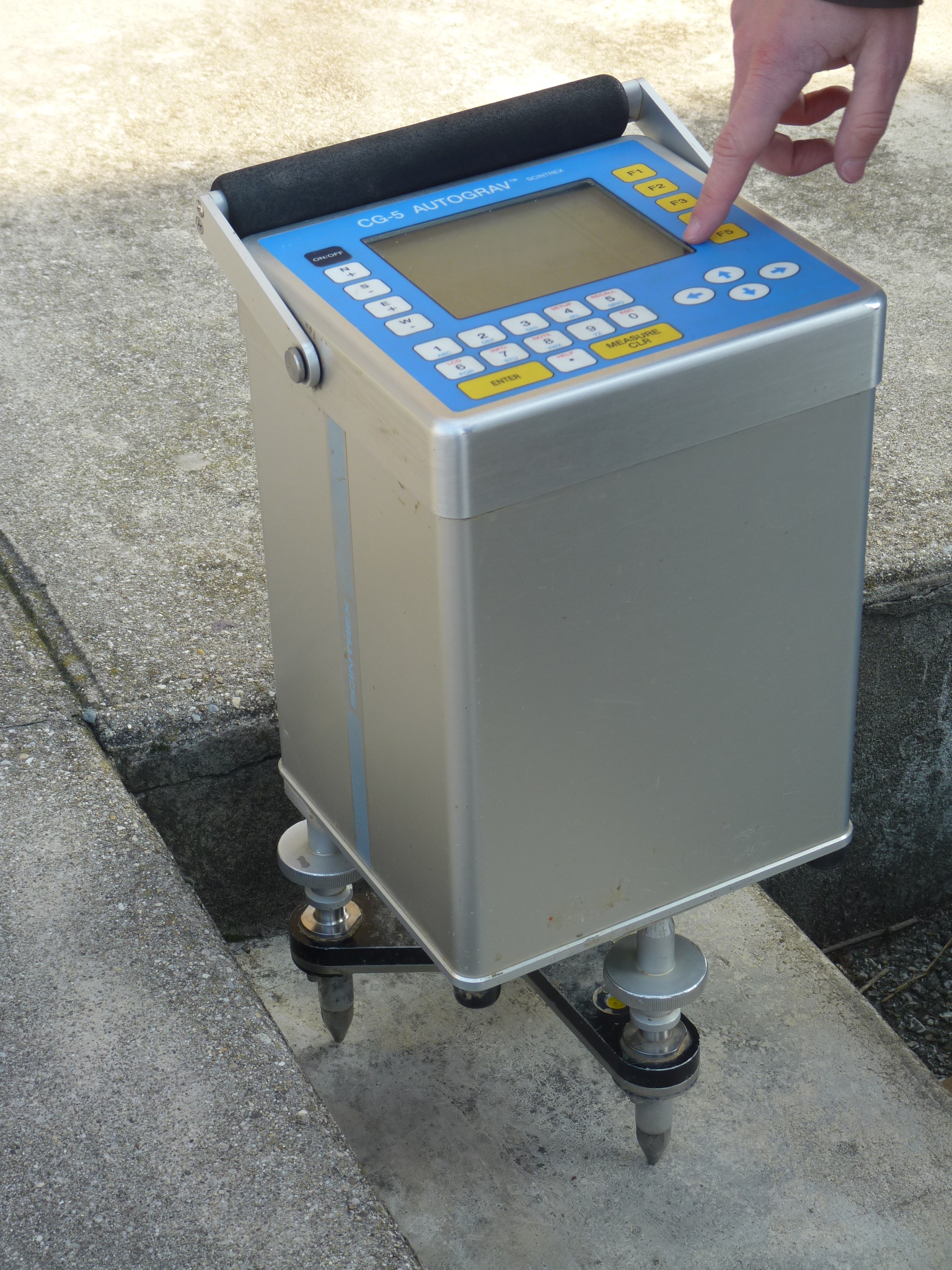
Un gravimètre Autograv CG-5.

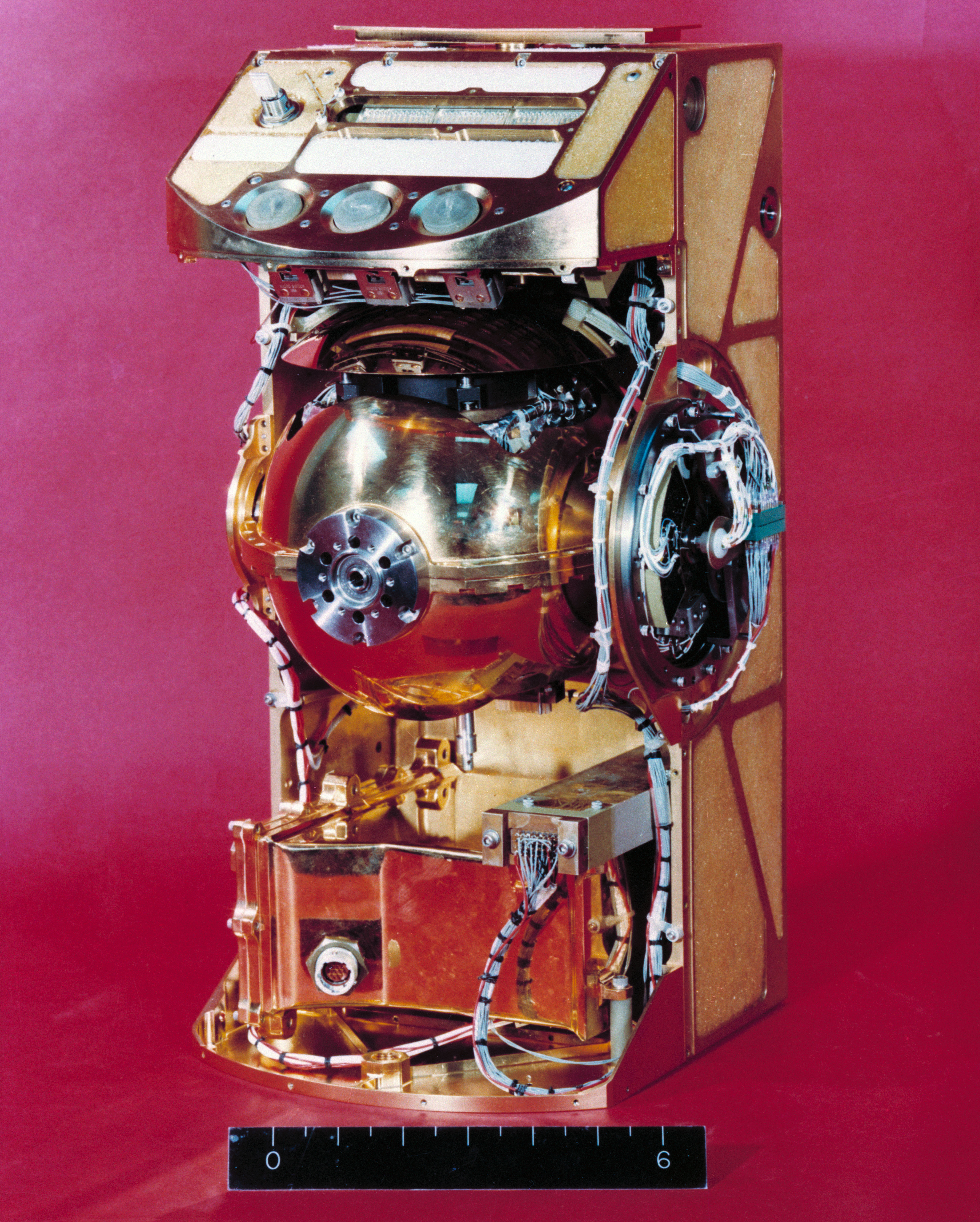
Le gravimètre portatif utilisé durant les excursions en rover lors de la mission Apollo 17.

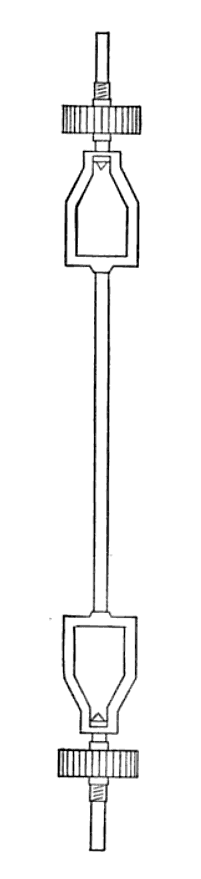
Gravimètre d'Adolf Repsold datant de 1917.

Un gravimètre est un instrument de mesure destiné à quantifier le champ de pesanteur.

## Principe de la mesure
Un gravimètre est en fait un accéléromètre, car selon le principe d'équivalence, il mesure la même chose.  Cependant un gravimètre est spécialisé dans la mesure d'une accélération verticale proche de la pesanteur terrestre dite normale, et avec une grande précision autour de cette valeur.
Les gravimètres peuvent réaliser des mesures relatives ou absolues.
Les gravimètres absolus permettent la mesure directe de l’intensité du champ de pesanteur. Dans les débuts de la géodésie, on a longtemps utilisé des pendules : pendule de Kater, pendule de Repsold, pendule inversé de Holweck-Lejay, etc. Aujourd'hui, on procède généralement par mesure du temps de chute d'un objet dans le vide : le temps de parcours d'une distance donnée permet d'accéder directement à la valeur de l’accélération de la pesanteur, g. L'objet utilisé est généralement un catadioptre, les mesures de distance étant réalisées à l'aide d'un laser dans un interféromètre.
Les gravimètres relatifs utilisent en général des masses suspendues à des ressorts : la mesure de l'allongement des ressorts entre deux points permet d'accéder à la différence de l'intensité du champ de pesanteur entre ces deux points.

## Les instruments
Il existe trois types de gravimètres : les gravimètres atomiques absolus, les gravimètres absolus optiques et les gravimètres supraconducteurs.

## Précision des instruments de mesure
La précision obtenue est très variable suivant notamment que l'instrument de mesure utilisé est :
- Un appareil de laboratoire, employé dans des conditions très strictes (vibrations, masses parasites, etc.) . La précision des appareils de laboratoire peut atteindre 1 microgal (on rappelle que l'intensité du champ de pesanteur terrestre au voisinage du sol est de l'ordre de 980 000 mGal, soit 9,8 m/s2, et qu'une différence d'altitude de 1 cm correspond à une variation de l'ordre de 3 microgals).
- Un appareil de terrain, qui peut être fixe ou mobile, embarqué sur un navire (gravimètre marin) ou un aéronef (gravimètre aéroporté). Les gravimètres marins peuvent atteindre une précision de l'ordre du milligal.

## Utilisation des gravimètres
- Utilisation scientifique : étude des variations du champ de pesanteur, de la répartition des masses dans la croûte terrestre, du rebond post-glaciaire, les marées terrestres[1], etc.
- Génie civil et travaux publics : recherche de vides dans le sol à partir de mesures réalisées en surface  (souvent appelée microgravimétrie).
- Prospection pétrolière : recherche de nappes d'hydrocarbures, qui correspondent à des différences de densité par rapport aux roches environnantes (mesure de gravité dans les puits de prospection, ou à partir de la surface).
- Navigation sous-marine : à partir d'une carte du champ de pesanteur et d'un gravimètre marin, il est possible de naviguer avec précision de manière très discrète.
- Prévention volcanique : on utilise les gravimètres pour prévoir des éruptions volcaniques.